# Michael Nolan, Baron Nolan
Michael Patrick Nolan, Baron Nolan Kt PC QC (* 10. September 1928 in London; † 22. Januar 2007) war ein britischer Jurist, der zuletzt als Lord of Appeal in Ordinary aufgrund des Appellate Jurisdiction Act 1876 als Life Peer auch Mitglied des House of Lords war.

## Leben

### Rechtsanwalt und Richter
Nach dem Besuch des Ampleforth College leistete Nolan, dessen Vater James Nolan Solicitor war, zwischen 1947 und 1949 seinen Militärdienst bei der Royal Artillery und absolvierte danach ebenfalls ein Studium der Rechtswissenschaften am Wadham College der University of Oxford, wo der spätere Nordirland-Minister Patrick Mayhew und Stephen Tumim, der zwischen 1987 und 1995 Leiter der britischen Strafvollzugsverwaltung (Her Majesty’s Chief Inspector of Prisons) war, zu seinen Kommilitonen gehörten. Nach Abschluss des Studiums erhielt er 1953 seine anwaltliche Zulassung bei der Rechtsanwaltskammer (Inns of Court) von Middle Temple und nahm anschließend eine Tätigkeit als Barrister auf. Für seine anwaltlichen Verdienste wurde er 1968 zum Kronanwalt (Queen’s Counsel) ernannt und erhielt darüber hinaus 1974 eine anwaltliche Zulassung für Nordirland. Darüber hinaus wurde er 1974 auch Kronanwalt für Nordirland sowie 1975 zum sogenannten „Bencher“ der Anwaltskammer von Middle Temple berufen.
Nach über zwanzigjähriger Tätigkeit wechselte Nolan 1975 in den richterlichen Dienst und wurde zunächst Recorder (Stadtrichter) am Crown Court von Kent. Im Anschluss wurde er 1982 zum Richter in der Kammer für Zivilsachen (Queen’s Bench Division) an dem für England und Wales zuständigen  High Court of Justice berufen. Dieses Richteramt bekleidete Nolan, der 1982 zugleich zum Knight Bachelor geschlagen wurde und somit den Namenszusatz „Sir“ führte, bis 1991. Daneben fungierte er zwischen 1985 und 1988 als Vorsitzender Richter des für Westengland zuständigen Senats (Western Circuit) des High Court.
Nach Beendigung der Richtertätigkeit am High Court of Justice erfolgte 1991 seine Berufung zum Richter (Lord Justice of Appeal) am Court of Appeal, dem für England und Wales zuständigen Appellationsgericht, an dem er bis 1994 tätig war. Daneben wurde er 1991 auch zum Privy Councillor ernannt.

### Oberhausmitglied und Lordrichter
Zuletzt wurde Nolan durch ein Letters Patent vom 11. Januar 1994 aufgrund des Appellate Jurisdiction Act 1876 als Life Peer mit dem Titel Baron Nolan, of Brasted in the County of Kent, zum Mitglied des House of Lords in den Adelsstand berufen und wirkte bis zu seinem Rücktritt am 30. September 1998 als Lordrichter (Lord of Appeal in Ordinary).
Während dieser Zeit war er zwischen 1994 und 1997 auch erster Vorsitzender des neugegründeten Komitees für Standards im öffentlichen Leben (Committee on Standards in Public Life), das nach der sogenannten „Cash-for-questions affair“ durch die Regierung von Premierminister John Major eingesetzt wurde und sich mit Korruptionsvorwürfen gegen Abgeordnete befasste sowie rechtliche Standards für Mandatsträger (Nolan Principles) erarbeitete. Sein Nachfolger als Vorsitzender des Komitees wurde 1997 Patrick Neill, Baron Neill of Bladen.
Danach fungierte Baron Nolan als Nachfolger von Patrick Nairne von 1997 bis zu seiner Ablösung durch Andrew Phillips, Baron Phillips of Sudbury 2002 als Kanzler der University of Essex. Zugleich engagierte er sich von 2000 bis 2001 als Vorsitzender der Reformkommission für Kinderschutz der römisch-katholischen Kirche im Vereinigten Königreich.
Nolan war seit 1953 Margaret Noyes verheiratet, der jüngeren Tochter des Dichters Alfred Noyes.